# Acinicoccus stipae
Acinicoccus stipae är en insektsart som beskrevs av Williams 1985. Acinicoccus stipae ingår i släktet Acinicoccus och familjen ullsköldlöss. Inga underarter finns listade i Catalogue of Life.